# 塔铺街道
塔铺街道是中华人民共和国河南省新乡市延津县下辖的一个街道办事处。

## 行政区划
塔铺街道下辖以下村级行政区划单位：
塔一村、塔二村、南孟湾村、任光屯村、大油房村、通郭村、太平庄村、大柳树村、郭庄村、北郑庄村、北孟湾村、沙口村、南郑庄村、小堤村、十八里村、杨庄村、万全庄村、老仁庄村、龙王庙村、沙门村、盐厂村、王位庄村和胡堤村。